# 永寧縣 (蘄州)
永寧縣，北周靜帝大象初立永寧縣，後廢，唐武德四年，析蘄春縣置復置永寧縣。天寶元年，改為廣濟縣。